# Гайнц Шульц-Нойдамм
Гайнц Шульц-Нойдамм (нім. Heinz Schulz-Neudamm 7 липня 1899 року у Neudamm (зараз Дембно, Польща) — 13 травня 1969, Вісбаден, Гессен; справжнє ім'я Пол Гайнц Отто Шульц, нім. Paul Heinz Otto Schulz) — всесвітньо відомий німецький графічний дизайнер, плакатист та ілюстратор. Розвивав експресіонізм у кіно та був одним з творців американської плакатної школи за золотих часів Голлівуду. Автор десятків плакатів до всесвітньо відомих фільмів.

## Роботи

Метрополіс. 36 1/2 x 81", UFA. MOMA, Нью-Йорк.

До сорокових років XX століття працював у Берліні, де здобув популярність під псевдонімом Шульц-Нойдамм. У 1929 році створив рекламний постер до стрічки Георга Вільгельма Пабста Щоденник занепалої, Летючого флоту, та Спадкових пристрастей Густава Учіцкі.
Однак, головною його роботою було створення локалізованих афіш для американських стрічок у плакаті. Тоді популярність здобували 20th Century Fox, Universal, Metro-Goldwyn-Mayer та Parufamet. У 1935 вийшов фільм Анна Кареніна з Гретою Гарбо та Заколот на Баунті (фільм, 1935) з Чарльзом Лотоном та Кларком Гейблом.
Для стрічки Фріца Ланґа Метрополіс був створений оригінальний плакат котрий став канонічним. Оригінальний малюнок плаката був проданий в листопаді 2005 року в Лондоні за рекордну ціну 398,000 фунтів стерлінгів. Постер в стилі ар-деко зображував одного з головних персонажів фільму, жінку-машину, на тлі хмарочосів Метрополісу. Ця копія з Австрійської національної бібліотеки є репродукцією плаката без відомостей про авторів фільму. Два примірника знаходяться в приватних колекціях, по одному — в Музеї сучасного мистецтва в Нью-Йорку і Музеї кіно в Берліні.
Як ілюстратор працював на друковані видання Parufamet і Paramount, створював портретні замальовки для журналу Filmillustrierte. На початку 1950-х років Шульц-Нойдамм жив у Вісбадені, не припиняючи працювати, та створюючи роботи на замовлення United Artists.